# Scrabble
Scrabble (distribuit în România și sub denumirea jocul cuvintelor) este un joc în care participanții formează cuvinte prin plasarea de litere pe o tablă având dimensiunile de 15x15 pătrățele. Cuvintele se pot forma pe orizontală sau pe verticală, precum la cuvinte încrucișate, iar punctajul obținut este mai mare atunci când literele folosite sunt mai rare (mai valoroase) sau când sunt plasate pe pătrățele divers colorate, care dau diferite bonificații, ale tablei de joc. Numărul de litere și valoarea lor sunt caracteristice fiecărei limbi și se raportează la frecvența apariției lor în limba respectivă. Cuvintele sunt valide doar dacă corespund dicționarelor acceptate oficial.
Numele Scrabble este marcă înregistrată aparținând firmelor Hasbro, Inc. pentru Statele Unite și Canada, respectiv Mattel pentru restul țărilor.

## Istorie

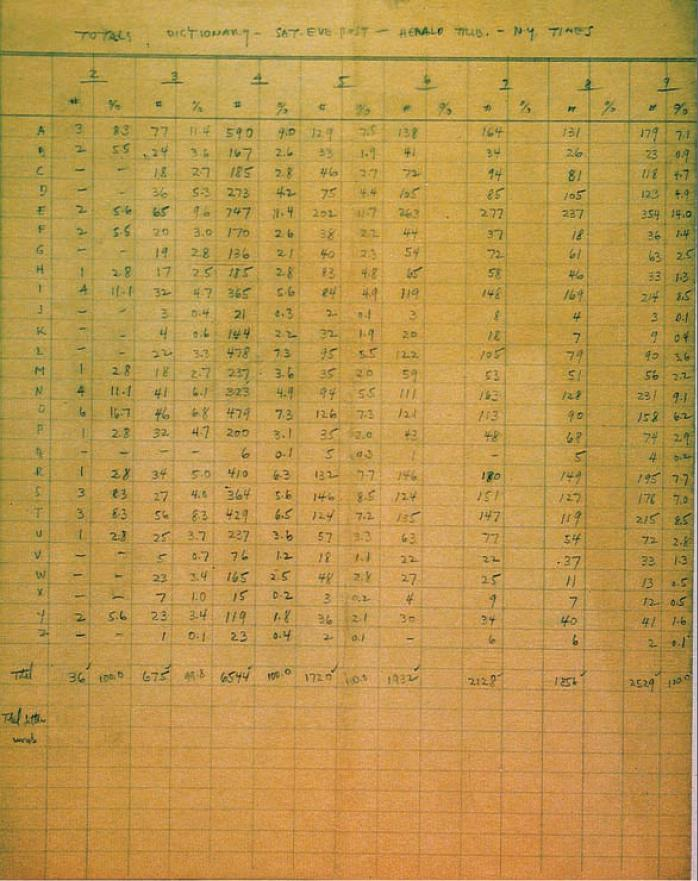
Tabelul lui Alfred Butts cu frecvenţa literelor în cuvinte de diferite lungimi. Tabelul a fost utilizat ulterior la designul jocului de Scrabble

În 1938, arhitectul Alfred Mosher Butts a creat jocul derivat din Lexiko, un alt joc de cuvinte inventat tot de el mai devreme. Ambele jocuri aveau același set de litere asupra căruia Butts a lucrat meticulos după o analiză temeinică a frecvenței literelor din diverse surse, inclusiv ziarul The New York Times. Noului joc, denumit "Chris-Crosswords", i-a adăugat tabla de 15x15 pătrățele și modul de joc ce este caracteristic cuvintelor încrucișate. A fabricat câteva mostre, dar a eșuat în încercarea sa de a vinde jocul vreunui fabricant de jucării.
În 1948, James Brunot din Newtown, Connecticut (și unul dintre posesorii unui joc original Chris-Crosswords) a cumpărat dreptul de fabricare în schimbul acordării unei bonificații lui Butts pentru fiecare unitate vândută. El a păstrat majoritatea conceptelor originale, dar a schimbat poziția pătrățelelor de bonificație de pe tablă și a simplificat regulile jocului. Tot el a schimbat numele în "Scrabble". În anul următor, Brunot și familia sa au fabricat 2400 de unități în Dodgingtown, dar a pierdut bani cu această investiție. Conform legendei, avântul jocului de scrabble a avut loc în 1952 când Jack Strauss, președintele Macy's (lanț de magazine de distribuție), a jucat scrabble pe timpul vacanței. Strauss a fost surprins ca la revenirea din vacanță să constate că jocul lipsea din gama de produse distribuite de compania sa, astfel că a plasat o comandă masivă către producător. Brunot nu a putut satisface comanda și, în același an, vinde drepturile de fabricație către Selchow and Righter, o companie cu sediul în Long Island (ce respinsese anterior jocul alături de alți fabricanți precum Parker Brothers și Milton Bradley Company). În 1972 Selchow and Righter au cumpărat și drepturile de autor asupra jocului, iar în 1986 vând jocul unei alte companii americane, Coleco. La scurt timp Coleco falimentează și toate bunurile sale, inclusiv Scrabble sunt preluate de către Hasbro.
În Australia și Marea Britanie drepturile de comercializare aparțin firmei JW Spears din 19 ianuarie 1955, firmă subsidiară a Mattel, Inc.
În 1984, postul de televiziune NBC difuzează o emisiune concurs Scrabble (care a rulat din iulie 1984 până în martie 1990, cu o a doua serie în perioada ianuarie - iunie 1993), emisiune găzduită de Chuck Wooley.

## În România
În România, istoria jocului de scrabble începe în februarie 1982, atunci când inginerii Șerban Teodoru și Ioan Comănescu adaptează jocul pentru limba română. Ei publică în revista Știință și Tehnică, timp de aproape doi ani, o serie de articole de inițiere propunând spre rezolvare o serie de teme clasice sau originale. În același an, Ionel Apostol inițiază o pagină de scrabble în revista Flacăra-Rebus. Preluată în anul următor de Ninel Aldea și Alexandru Petrescu, această pagină de revistă va deveni, pe tot parcursul anilor '80, centrul mișcării de scrabble din România. RECOOP începe comercializarea jocului și editează o carte de inițiere în scrabble, sub semnătura lui Dan Ștefănescu, și mai multe dicționare de  scrabble realizate de Dorina Arhip, Dan Ursuleanu și Ioan Danciu. Iau ființă primele cluburi de scrabble, iar în 1984 au loc primele întâlniri ale jucătorilor la București și Piatra Neamț.
În 1987 jocul de scrabble este recunoscut oficial în România ca disciplină sportivă prin constituirea Comisiei de Șah Electronic și Jocuri Logice - care cuprindea și Secția de Scrabble - în cadrul Federației Române de Șah, asociere care a facilitat înființarea, la 26 ianuarie 1990, a Federației Române de Scrabble în cadrul Ministerului Sportului. Președinții FRSc: Ștefan Pall (1990 - 1992 și 2000 - 2008), Alexandru Petrescu (1992 - 1998), Matei Gall (1998 - 2000) și Dan-Laurențiu Sandu (din 2009).

## Recuzita și modul de joc

Tabla de Scrabble şi designul său

Recuzita se poate reduce la tablă și 100 de jetoane (litere). Tabla este dreptunghiulară, 15x15, adică 225 de pătrățele, fiecare corespunzând locului unui singur jeton; este marcată cu numere pe orizontală și litere pe verticală și are pătrățele colorate plasate strategic reprezentând bonificații astfel:
- albastru deschis - dublează valoarea literei poziționate în locul respectiv
- albastru închis - triplează valoarea literei poziționate în locul respectiv
- roșu deschis - dublează valoarea literelor întregului cuvânt plasat peste unul dintre pătrățelele de acest tip
- roșu închis - triplează valoarea literelor întregului cuvânt plasat peste unul dintre pătrățelele de acest tip

Literele și cuvintele care sunt plasate (printr-o singură depunere) pe mai multe pătrățele de aceste tipuri se vor puncta corespunzător prin combinarea acestor reguli de multiplicare (o literă plasată pe albastru deschis își va dubla valoarea, iar dacă și cuvântul atinge un roșu deschis, prin dublarea valorii întregului cuvânt, litera respectivă va beneficia de o împătrire a valorii sale).
Cele 100 de jetoane sunt inscripționate cu litere și valoarea lor. Pentru limba română avem:
- 2 jokeri (valoare 0 puncte)

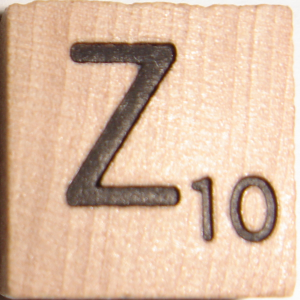
Model de jeton inscripţionat

- 1 punct: A ×11, I ×10, E ×9, R ×7, T ×7, N ×6, U ×6, C ×5, O ×5, S ×5, L ×4
- 2 puncte: D ×4, P ×4
- 4 puncte: M ×3
- 8 puncte: F ×2, V ×2
- 9 puncte: B ×2, G ×2
- 10 puncte: H ×1, J ×1, X ×1, Z ×1

Semnele diacritice sunt ignorate, de exemplu Ă și Â se joacă folosind litera A. Jokerul înlocuiește o literă la latitudinea jucătorului care l-a extras (inclusiv litere inexistente în stoc: K, Q, W și Y).

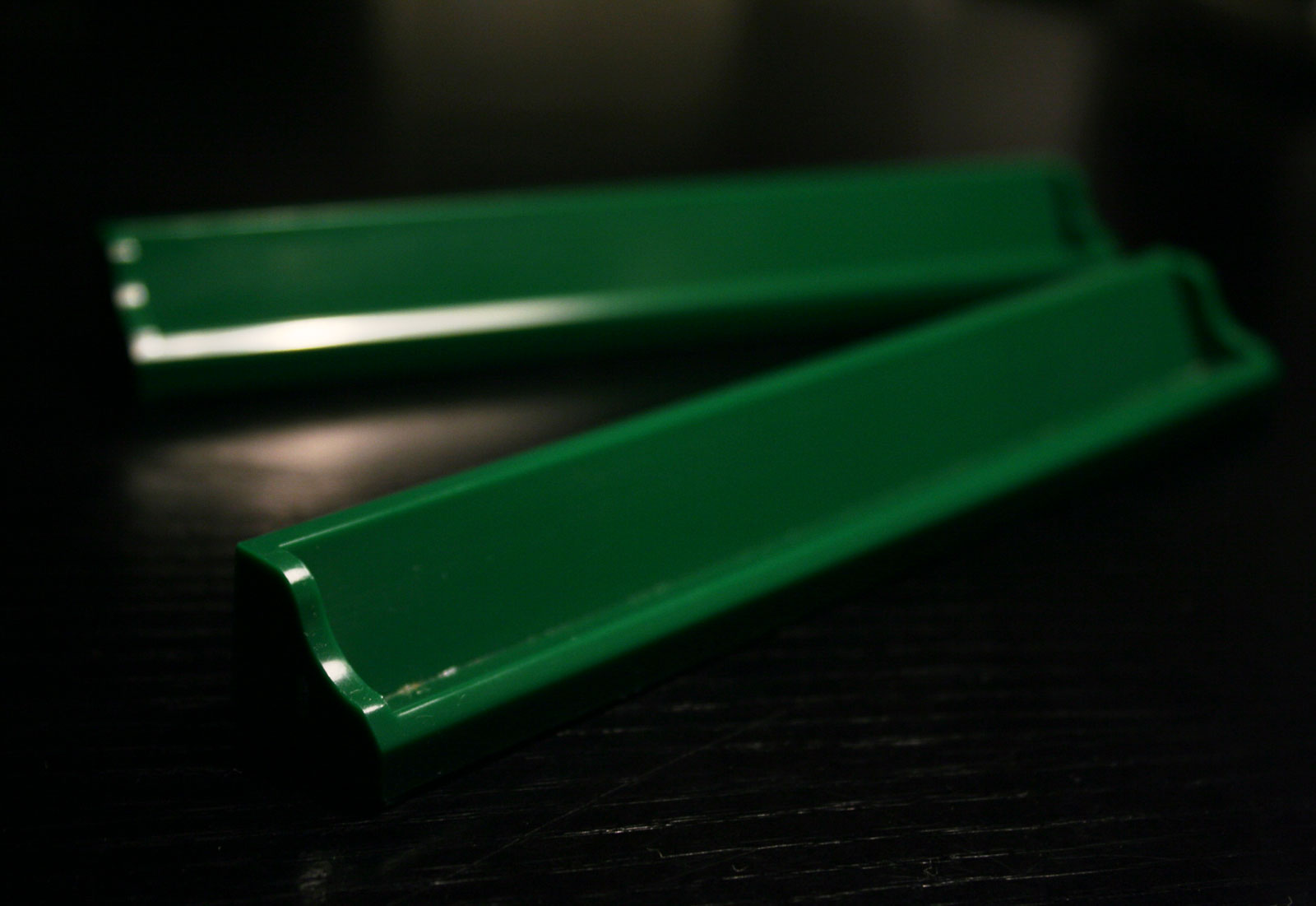
Suport pentru manevrarea literelor

Ca elemente auxiliare se adaugă: un săculeț pentru păstrat și extras literele, 2 - 4 suporturi pentru manevrarea literelor, dicționar sau calculator pe care să ruleze un program de arbitraj, carnet și creion, regulament și ceas-cronometru. La turnee și competiții organizatorii asigură o parte a acestor materiale, precum și altele: tablă de demonstrație sau proiector, numere de masă, formulare și buletine de concurs, calculatoare cu programe de arbitraj care permit verificarea cuvintelor, dicționare, mese și scaune, etc.
Jocul începe întotdeauna prin plasarea unui cuvânt de minim două litere și acoperind obligatoriu pătrățica H8 (sau 8H) din mijlocul tablei. Pentru identificarea depunerilor se folosește sistemul de coordonate literă/număr de pe marginea tablei. În afara punctelor obținute din depunere, din cuvintele adiacente și din bonificațiile pătrățelelor colorate, jucătorul beneficiază de încă 50 de puncte în cazul folosirii întregii serii de 7 litere la o singură depunere. Un cuvânt este valid dacă se regăsește în listele organizate în dicționare oficiale de cuvinte ale federațiilor. Pentru limba română dicționarul oficial este  LOC (Lista Oficială de Cuvinte) și este actualizat periodic de către specialiști (actualmente versiunea 5).
Scrabble se poate juca în familie, dar și în sistem competițional. Se organizează competiții naționale (campionat, cupă) și internaționale (în limba franceză sau engleză). În competiții, jucătorii concurează individual (singur la masă), cu excepția turneelor de partide libere.
Există mai multe tipuri de partide:
1. Duplicat: arbitrul extrage litere (inițial 7, apoi în funcție de necesitatea refacerii setului de 7 litere, cu excepția finalului de joc, atunci când nu mai sunt litere suficiente) pe care le anunță (afișează). Fiecare jucător concurează individual, căutând un cuvânt cu punctaj maxim. Partida continuă în mod unic pentru toți concurenții, prin depunerea pe tablă a celui mai valoros cuvânt (anunțat de arbitru).
2. Anticipație: arbitrul extrage toate literele (în grupe de câte șapte litere și o grupă de două litere). Concurenții își stabilesc o strategie, încercând să realizeze un punctaj total cât mai mare pe măsură ce grupele de litere sunt extrase aleator.
3. Libere: se joacă între doi (sau mai mulți) concurenți, fiecare trăgând litere din sac și depunând alternativ.
4. Există și o probă de compunere, cu diverse tipuri de problemă (Integral ... parțial, pe șir, Serie de maxime etc.)[8].

## Scrabble pe Internet, console și jocuri video
Câteva versiuni ale jocului au fost create pentru diferite platforme: PC, Mac, Amiga, Commodore 64, Sinclair ZX Spectrum, Game Boy, Game Boy Color, Game Boy Advance, Nintendo DS, PlayStation, PlayStation 2, PlayStation Portable, iPod, iPad, Palm OS, Amstrad CPC, Xbox 360 și telefoane mobile.
Un număr de site-uri oferă posibilitatea jucării online de Scrabble împotriva altor jucători.
În 1997, Florin Gheorghe și Matei Gall au realizat primul site de scrabble în limba română; Internet Scrabble Club (ISC) permite desfășurarea de partide libere între doi jucători sau între jucător și calculator precum și partide de duplicat în diverse variante, în limbile română, engleză, franceză, italiană și olandeză și este accesat de mii de jucători, inclusiv experți și Maeștri ai Sportului.
Scrabble se poate juca și pe www.pogo.com aparținând Electronic Arts. Site-ul de socializare Facebook oferea o variantă a jocului denumită Scrabulous, dar pe 24 iulie 2008 Hasbro și Mattel au intentat creatorilor proces privind drepturile de autor. Patru zile mai târziu aplicația Scrabulous a fost dezactivată pentru utilizatorii Americii de Nord. A apărut Lexulous, o variantă diferită și distinctivă de Scrabble.
În martie 2008, Mattel a lansat o versiune proprie și oficială pe Facebook, aplicație licențiată Matell și dezvoltată de Gamehouse, o diviziune a RealNetworks. Dar cum Mattel deține drepturi doar în afara Statelor Unite și Canadei, aplicația nu rulează pentru cetățenii acestor țări.